# شالیاپین ۲۵۶۲
سیارک ۲۵۶۲ (به انگلیسی: 2562 Chaliapin، نامگذاری:1973FF1) دو هزار و پانصد و شصت و دومین سیارک کشف شده‌است که در ۲۷ مارس ۱۹۷۳ کشف شد.
قدر مطلق سیارک برابر ۱۱٫۳۰ است.